# ويست بيرث (أونتاريو)
ويست بيرث، أونتاريو (بالإنجليزية: West Perth)‏ هي مدينة كندية تقع في مقاطعة أونتاريو. تبلغ مساحة هذه المدينة 579.3976 (كم²)، ويبلغ عدد سكانها 8839 نسمة حسب إحصاء سنة 2006 م، بينما كان يسكنها 9129 نسمة في سنة 2001 م. تحتل هذه المدينة المرتبة رقم 428 بين مدن كندا حسب عدد السكان والمرتبة رقم 157 في المقاطعة. نما عدد السكان في هذه المدينة بنسبة (-3.2) بين العامين المذكورين.

## وصلات خارجية
- الأطلس الحكومي لكندا
- إحصاءات كندا مع ساعة تعداد السكان